# Fargo (Dakota del Norte)
Fargo es una ciudad ubicada en el condado de Cass en el estado estadounidense de Dakota del Norte. En el censo de 2015 tenía una población de 118 523 habitantes —lo que la convierte en la ciudad más poblada del estado— y una densidad poblacional de 835 hab/km². Está ubicada sobre la orilla izquierda del río Rojo del Norte que la separa del estado de Minnesota.
Es mundialmente famosa por la película Fargo (1996) de los hermanos Coen.

## Geografía
Fargo se encuentra ubicada en las coordenadas 46°51′55″N 96°49′44″O / 46.86528, -96.82889, a la orilla del curso alto del río Rojo del Norte. Según la Oficina del Censo de los Estados Unidos, Fargo tiene una superficie total de 126,45 km², completamente terrestre.
Meteolorógicamente, el clima continental de la zona hace que Fargo se caracterice por inviernos muy fríos con frecuentes tormentas de nieve y veranos moderadamente cálidos.

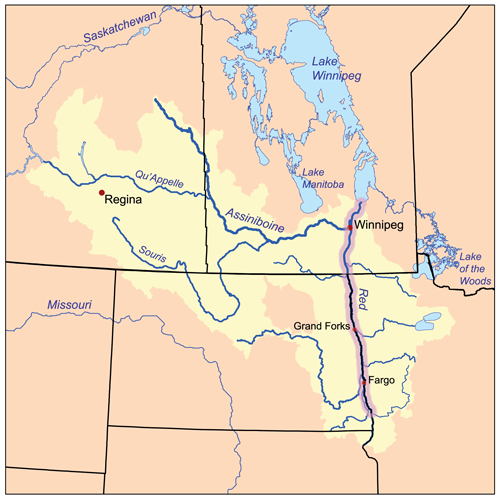
Fargo en un mapa del río Rojo del Norte
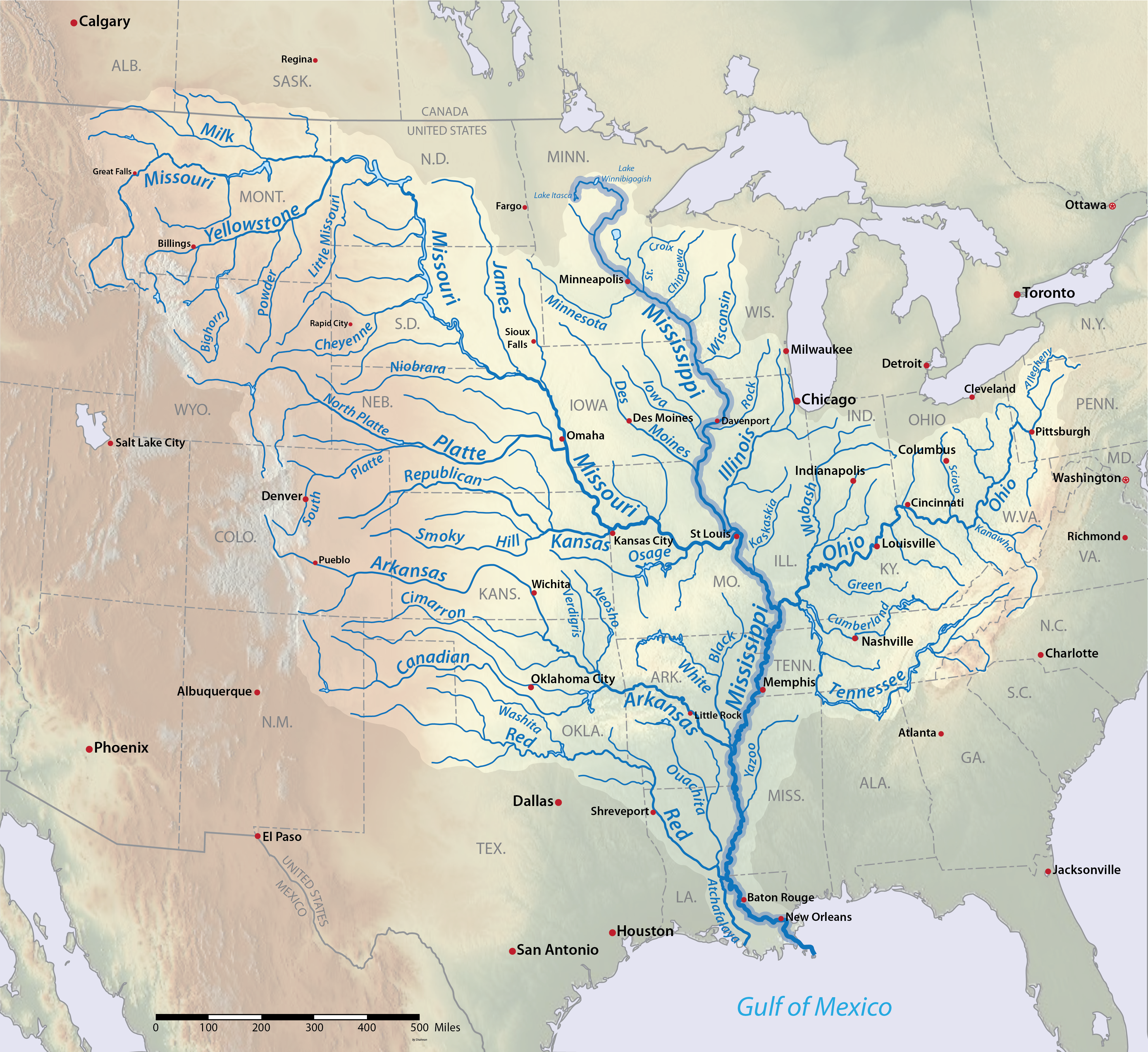
Y en un mapa del Misisipi

### Clima
| Parámetros climáticos promedio de Fargo, Dakota del Norte (Aeropuerto Internacional Hector), normales 1991–2020, extremos 1881–presente | Parámetros climáticos promedio de Fargo, Dakota del Norte (Aeropuerto Internacional Hector), normales 1991–2020, extremos 1881–presente | Parámetros climáticos promedio de Fargo, Dakota del Norte (Aeropuerto Internacional Hector), normales 1991–2020, extremos 1881–presente | Parámetros climáticos promedio de Fargo, Dakota del Norte (Aeropuerto Internacional Hector), normales 1991–2020, extremos 1881–presente | Parámetros climáticos promedio de Fargo, Dakota del Norte (Aeropuerto Internacional Hector), normales 1991–2020, extremos 1881–presente | Parámetros climáticos promedio de Fargo, Dakota del Norte (Aeropuerto Internacional Hector), normales 1991–2020, extremos 1881–presente | Parámetros climáticos promedio de Fargo, Dakota del Norte (Aeropuerto Internacional Hector), normales 1991–2020, extremos 1881–presente | Parámetros climáticos promedio de Fargo, Dakota del Norte (Aeropuerto Internacional Hector), normales 1991–2020, extremos 1881–presente | Parámetros climáticos promedio de Fargo, Dakota del Norte (Aeropuerto Internacional Hector), normales 1991–2020, extremos 1881–presente | Parámetros climáticos promedio de Fargo, Dakota del Norte (Aeropuerto Internacional Hector), normales 1991–2020, extremos 1881–presente | Parámetros climáticos promedio de Fargo, Dakota del Norte (Aeropuerto Internacional Hector), normales 1991–2020, extremos 1881–presente | Parámetros climáticos promedio de Fargo, Dakota del Norte (Aeropuerto Internacional Hector), normales 1991–2020, extremos 1881–presente | Parámetros climáticos promedio de Fargo, Dakota del Norte (Aeropuerto Internacional Hector), normales 1991–2020, extremos 1881–presente | Parámetros climáticos promedio de Fargo, Dakota del Norte (Aeropuerto Internacional Hector), normales 1991–2020, extremos 1881–presente |
| Mes | Ene. | Feb. | Mar. | Abr. | May. | Jun. | Jul. | Ago. | Sep. | Oct. | Nov. | Dic. | Anual |
| --- | --- | --- | --- | --- | --- | --- | --- | --- | --- | --- | --- | --- | --- |
| Temp. máx. abs. (°C) | 12.8 | 18.9 | 26.7 | 37.8 | 40 | 40 | 45.6 | 41.1 | 38.9 | 36.1 | 23.3 | 18.3 | 45.6 |
| Temp. máx. media (°C) | -7.7 | -5.2 | 2.4 | 12.3 | 20.4 | 25.6 | 27.8 | 27.1 | 22.2 | 13.2 | 3.4 | -4.4 | 11.4 |
| Temp. media (°C) | -12.7 | -10.3 | -2.7 | 6.1 | 13.7 | 19.3 | 21.5 | 20.4 | 15.6 | 7.5 | -1.4 | -9.1 | 5.7 |
| Temp. mín. media (°C) | -17.7 | -15.5 | -7.7 | -0.1 | 6.9 | 13.1 | 15.2 | 13.8 | 8.9 | 1.8 | -6.2 | -13.6 | -0.1 |
| Temp. mín. abs. (°C) | -44.4 | -43.9 | -36.7 | -25 | -10 | -2.2 | 2.2 | 0 | -8.3 | -20 | -32.8 | -37.8 | -44.4 |
| Precipitación total (mm) | 18 | 17.5 | 31.8 | 39.1 | 78.5 | 109 | 78 | 66 | 68.1 | 55.1 | 24.6 | 22.6 | 608.3 |
| Nevadas (cm) | 26.2 | 20.6 | 23.4 | 10.4 | 0 | 0 | 0 | 0 | 0 | 3 | 17.3 | 29.7 | 130.6 |
| Días de precipitaciones (≥ 0.2 mm) | 8.9 | 7.5 | 7.7 | 8.2 | 11.4 | 11.8 | 9.7 | 8.6 | 8.7 | 8.5 | 7.6 | 10.0 | 108.6 |
| Días de nevadas (≥ 0.2 cm) | 9.5 | 7.6 | 5.5 | 2.3 | 0.1 | 0.0 | 0.0 | 0.0 | 0.0 | 1.2 | 5.4 | 10.2 | 41.8 |
| Horas de sol | 140.9 | 153.9 | 212.3 | 241.6 | 283.2 | 303.2 | 350.2 | 313.2 | 231.2 | 178.9 | 113.1 | 107.4 | 2629.1 |
| Humedad relativa (%) | 73.1 | 74.7 | 76.0 | 65.6 | 60.0 | 66.1 | 66.9 | 66.5 | 69.2 | 68.8 | 75.7 | 76.1 | 69.9 |
| Fuente: NOAA (humedad y horas de sol 1961–1990)                                                                                         | | | | | | | | | | | | | |

## Demografía
Según el censo de 2010, había 105.549 personas residiendo en Fargo. La densidad de población era de 834,74 hab./km². De los 105 549 habitantes, Fargo estaba compuesto por el 90,2 % blancos, el 2,7 % eran afroamericanos, el 1,38 % eran amerindios, el 2,97 % eran asiáticos, el 0,04 % eran isleños del Pacífico, el 0,62 % eran de otras razas y el 2,09 % pertenecían a dos o más razas. Del total de la población el 2,19 % eran hispanos o latinos de cualquier raza.

## Fargo en la cultura popular
Se hizo mundialmente famosa gracias a la película Fargo (1996), dirigida por los hermanos Coen.
El personaje de Earl Williams, activista de izquierdas condenado a muerte en la película de Billy Wilder Primera plana, afirma ante el psicólogo ser natural de Fargo.

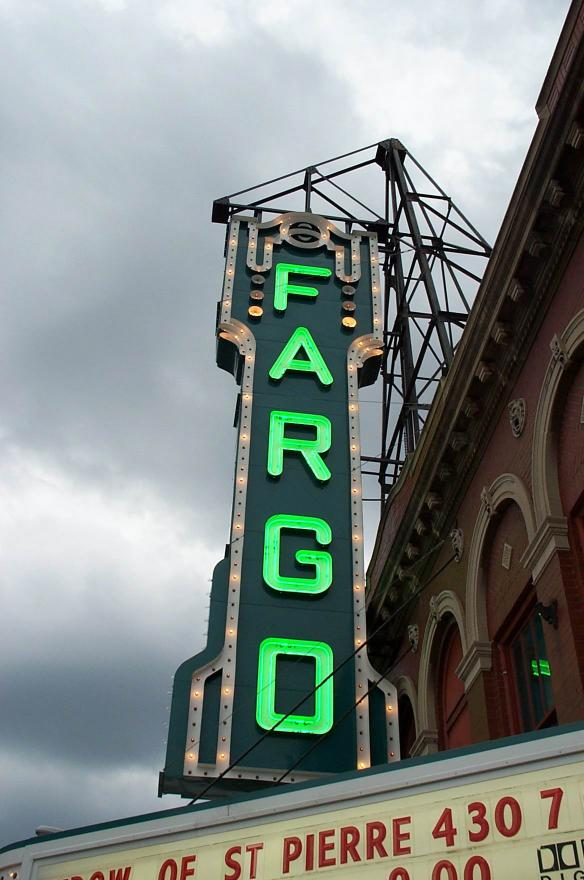
Fargo Theater
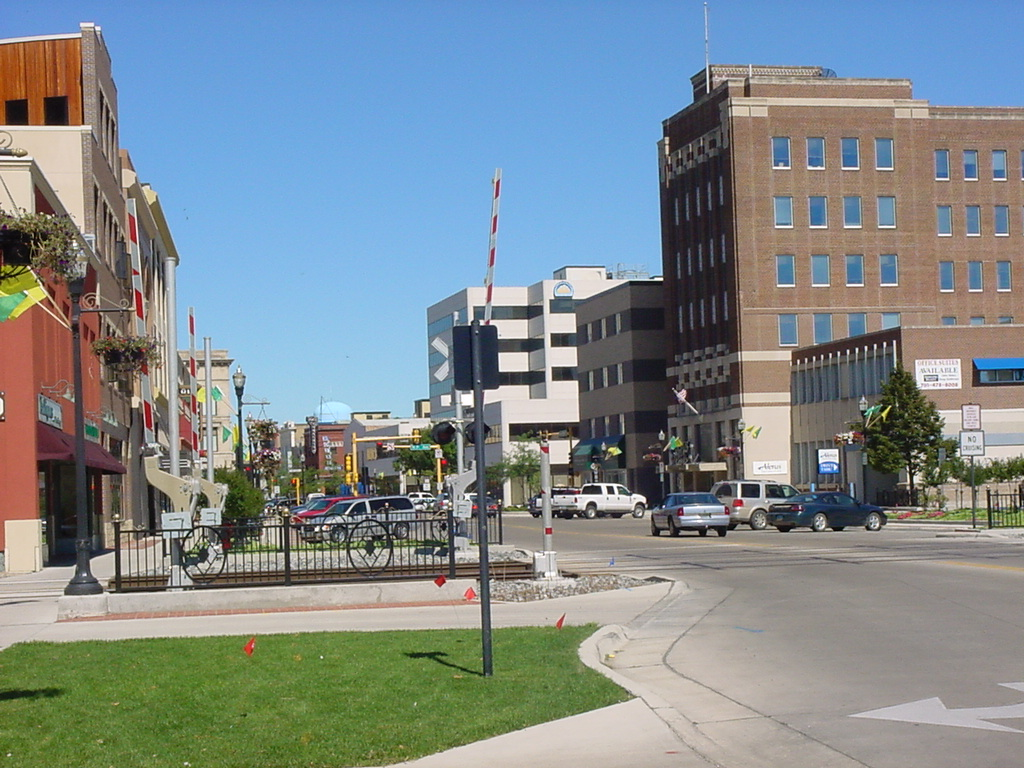
Centre-ville de Fargo
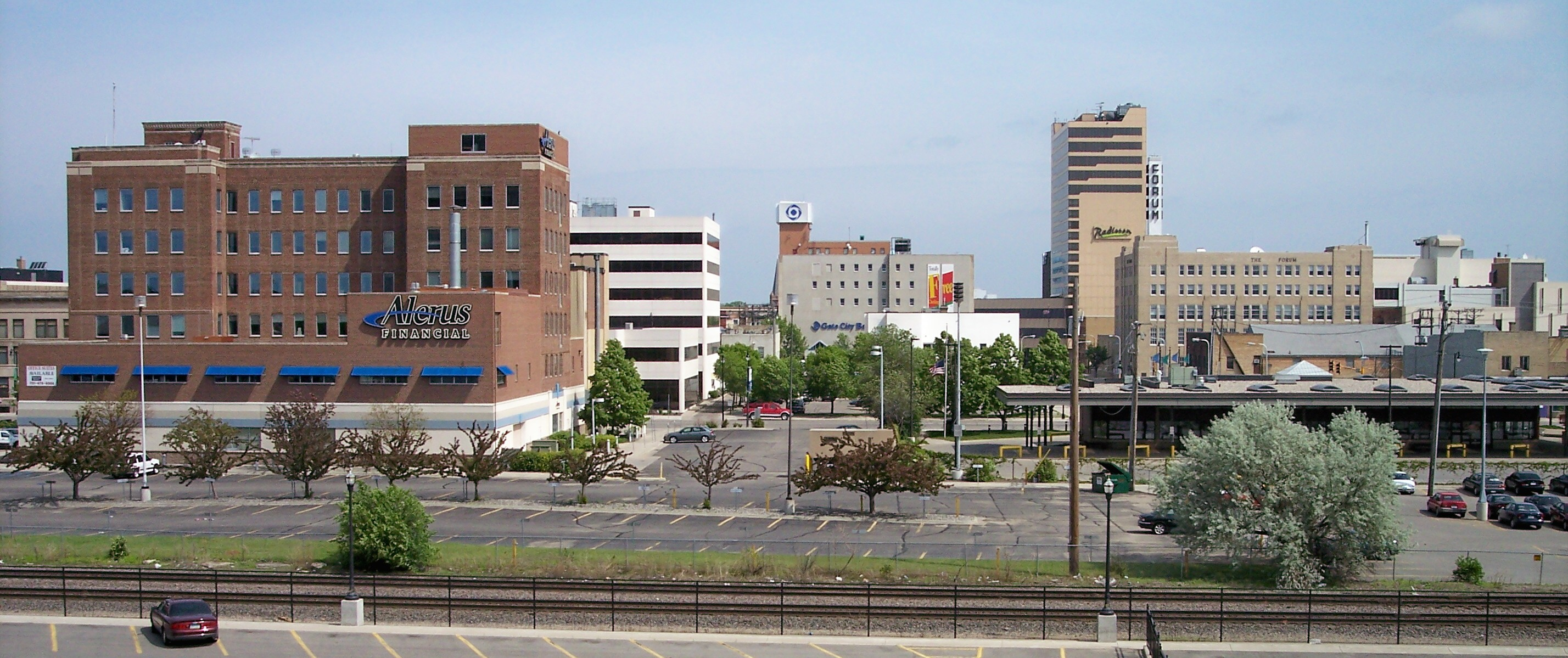
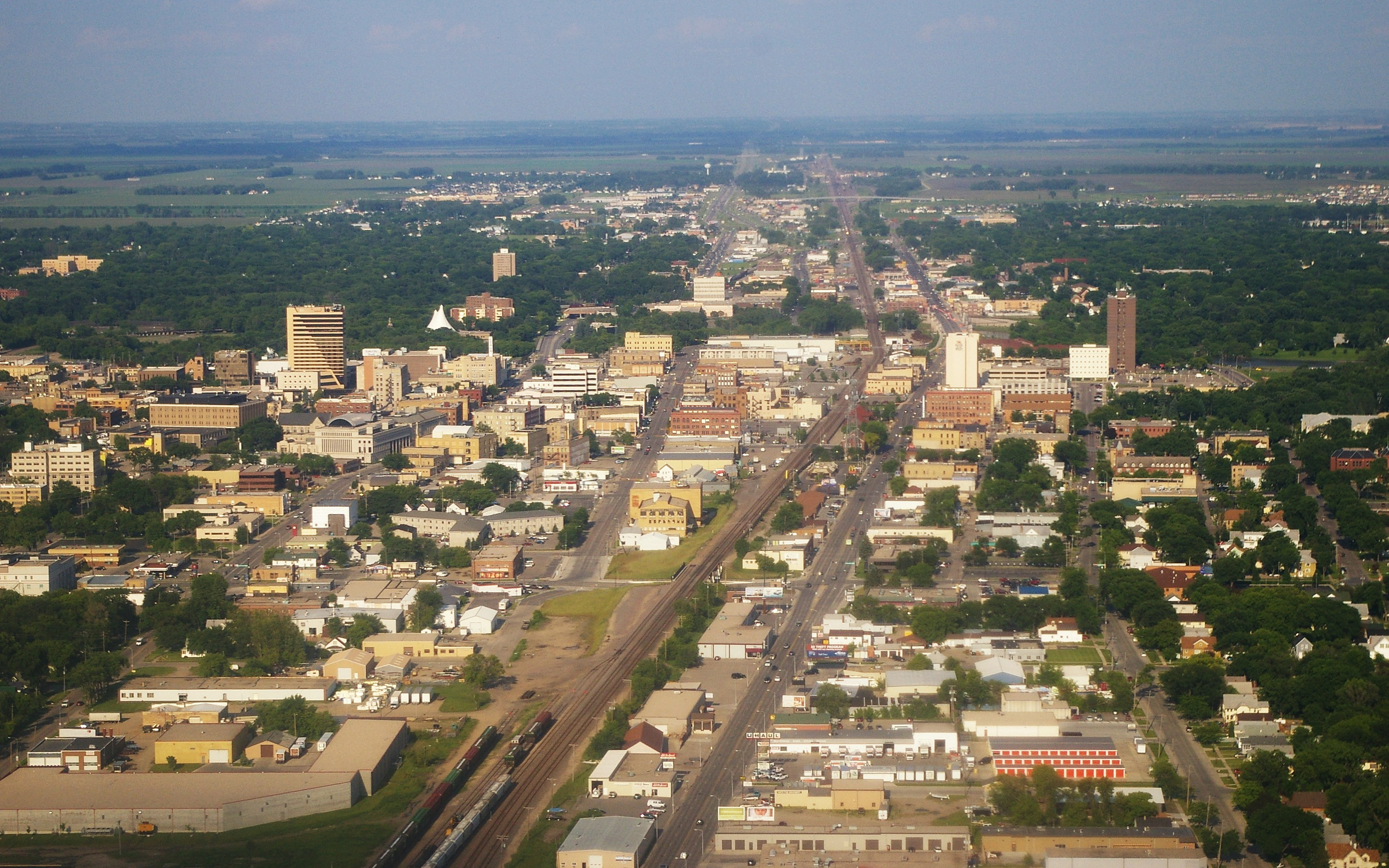
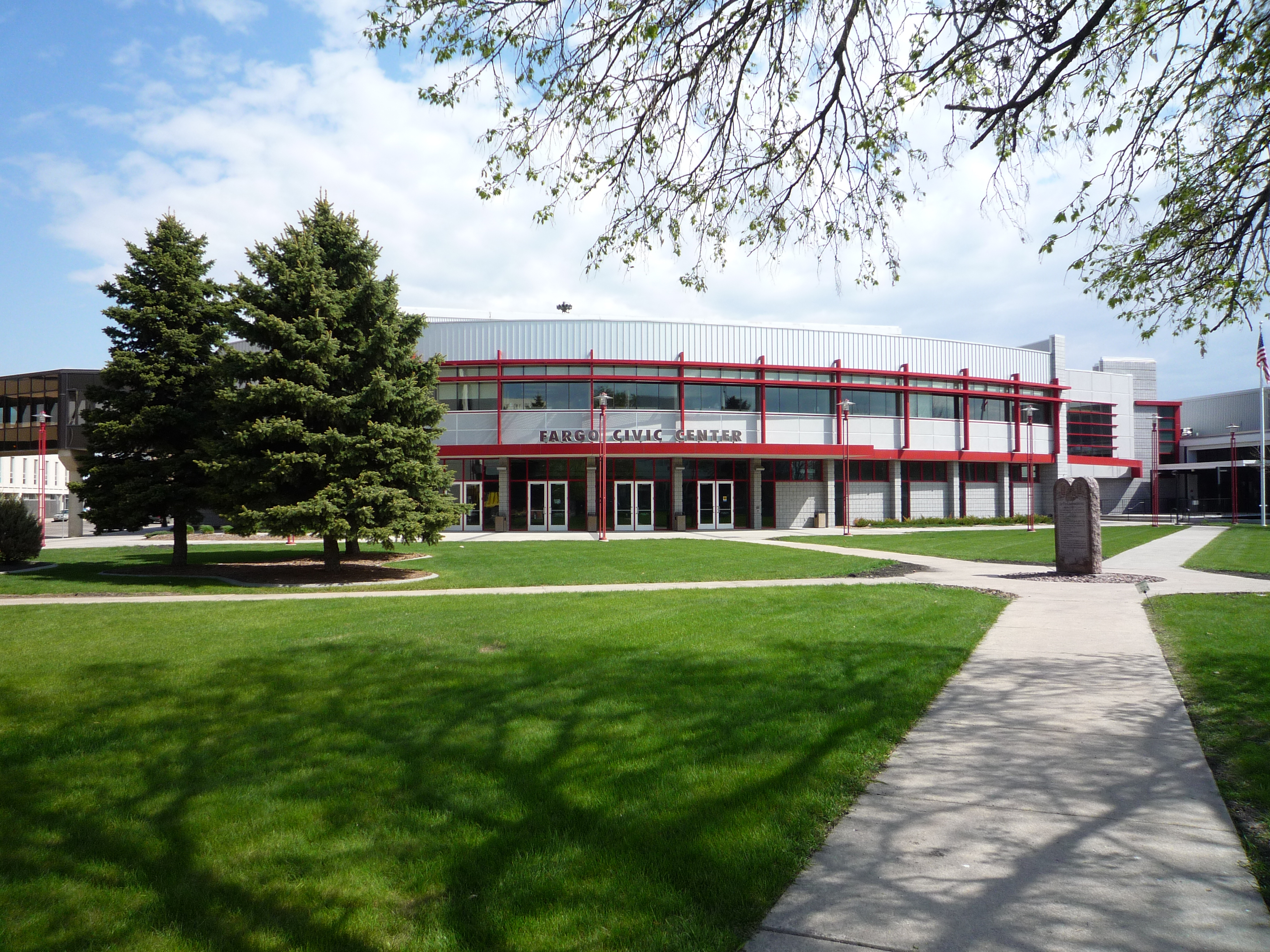

## Cultura

### Deporte
Fargo es la sede del equipo de hockey sobre hielo, los Fargo Force de la USHL. En esa ciudad también están los Fargo-Moorhead RedHawks de la American Association de beisbol.